# Thomas Riedelsheimer
Thomas Riedelsheimer (* 1963) ist ein deutscher Regisseur, Kameramann und Filmeditor.

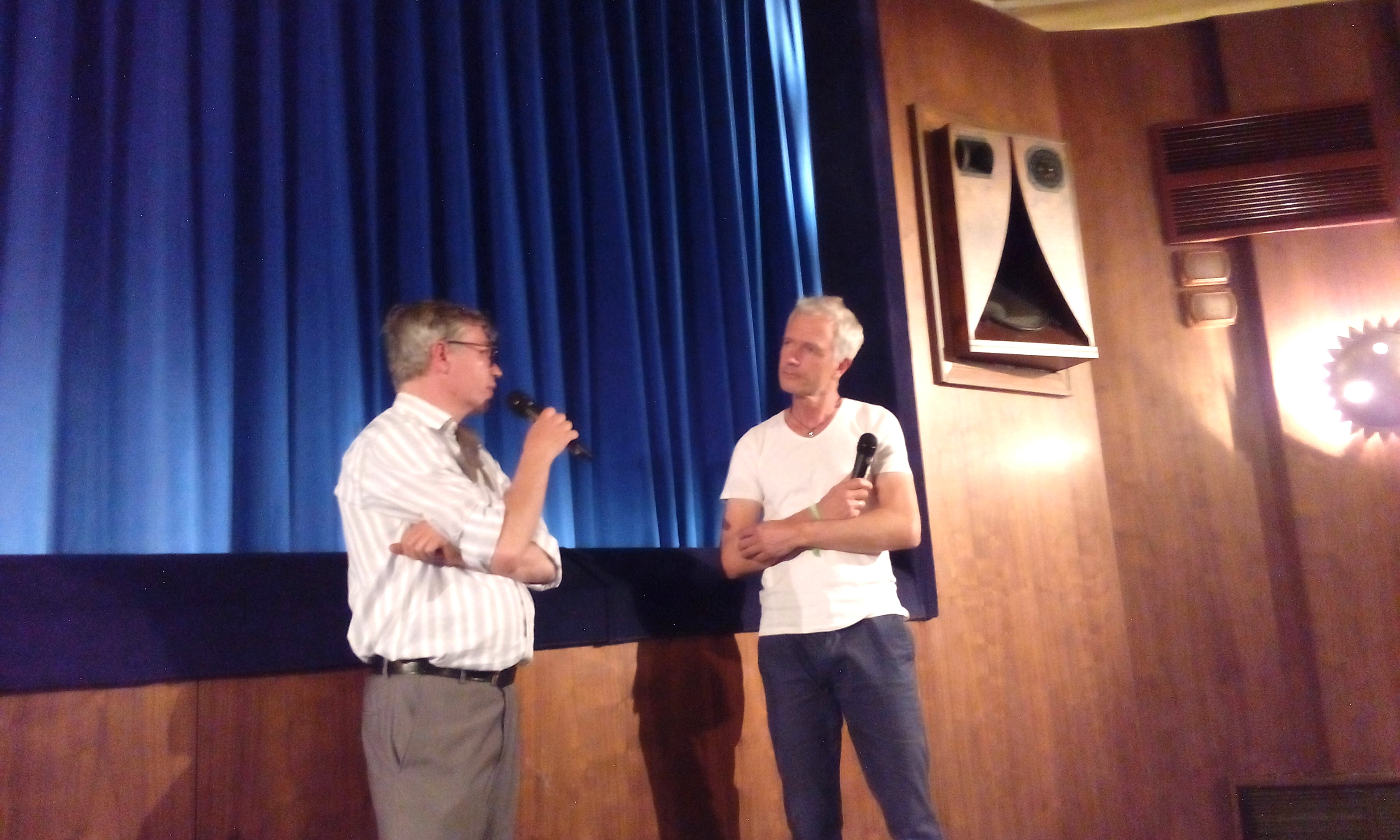
Thomas Riedelsheimer (rechts) (2017)

## Leben
Er studierte an der Hochschule für Fernsehen und Film München. Seine Filme, in der Regel Dokumentationen, befassen sich mit einem weiten Spektrum an Themen. Sie sind meist abendfüllend und schaffen oft auch den Weg ins Kino. Er ist Mitglied der Deutschen Filmakademie und der Europäischen Filmakademie. Seit 2007 ist er Dozent an der Filmakademie Baden-Württemberg, Ludwigsburg.
Thomas Riedelsheimer lebt in München, ist verheiratet und hat zwei Kinder.

## Auszeichnungen
Die Arbeiten Riedelsheimers wurden vielfach ausgezeichnet, unter anderem mit dem Adolf-Grimme-Preis mit Gold (für Sponsae Christi – die Bräute Christi), dem Deutschen Videokunstpreis, dem Filmförderpreis der Stadt München, dem Deutschen Kamerapreis, dem Grand Prize der Fifa in Montreal, dem Grand Prize in San Francisco und dem Preis des San Diego Critics’ Circle für den besten Dokumentarfilm. Den Deutschen Filmpreis hat Riedelsheimer in verschiedenen Sparten insgesamt dreimal erhalten.

## Filmografie (Auswahl)

### Regie, Kamera und Schnitt
- 1989: „Dann werden Sie schon schießen...“ : Grundausbildung bei der Bundeswehr („You will shoot then“) (Kamera mit anderen zusammen)
- 1992: Sponsae Christi: Die Bräute Christi (Sponsae Christi: The Brides of Christ)
- 1992: Bildschirmherrschaft: Weltwirtschaftsgipfel 1992 (Government on Air: The Staging of a World Economic Summit) (Regie zusammen mit Manfred Berger und Matthias Schwerbrock)
- 1994: Schweben heißt Lieben: Drei Menschen jenseits der Norm
- 1997: Lhasa und der Geist Tibets: Schauplätze der Weltkulturen
- 1998: Metamorphosen: Drei Begegnungen mit dem Tod
- 2000: Rivers and Tides. Andy Goldsworthy Working With Time
- 2003: Hinter dem Horizont: Eine Reise ins Nigerdelta nach Timbuktu
- 2004: Touch the Sound: A Sound Journey with Evelyn Glennie
- 2008: A Painter´s Eye: Alison Watt
- 2009: Seelenvögel
- 2011: Jardin en el Mar (Garden in the Sea): Cristina Iglesias
- 2012: Breathing Earth: Susumu Shingu ´s Dream
- 2016: Die Farbe der Sehnsucht (Dokumentarfilm)
- 2017: Leaning into the Wind – Andy Goldsworthy (Dokumentarfilm)
- 2025: Tracing Light - Die Magie des Lichts (Dokumentarfilm)

### Kamera und Schnitt
- 2001: Am Rande der Zeit (Regie: Stefan Tolz)
- 2005: Between the Lines: Indiens drittes Geschlecht (Regie: Thomas Wartmann)

### Kamera
- 1993: 5 Stücke (Regie: Johannes Brunner und Raimund Ritz)
- 1995: Memoiren einer frustrierten Hedonistin (Regie: Claas Danielsen)
- 1996: Die gesteigerte Fahrt (Regie: Johannes Brunner und Raimund Ritz)
- 2005: Oktoberfest (Regie: Johannes Brunner)
- 2018: Verena Schönauer: Mythos Gotthard (Kamera und Ton)